# Vuelo 804 de EgyptAir
El vuelo 804 de EgyptAir (MS804) fue un vuelo internacional operado por EgyptAir que cubría la ruta París-El Cairo y que desapareció de los radares a las 02:45 hora local (UTC+2) el 19 de mayo de 2016 mientras volaba sobre el mar Mediterráneo.
En el avión viajaban 56 pasajeros, 7 miembros de la tripulación y 3 guardias de seguridad. Por el momento se desconoce si fue un accidente o un atentado terrorista, así como si hay supervivientes. Supuestamente se habían encontrado restos del avión cerca de la isla griega de Kárpatos, aunque un alto funcionario griego de aeronáutica afirmó que los restos encontrados no son de un avión y el vicepresidente de EgyptAir mantiene la misma postura.
Según la información de los radares militares griegos, el vuelo 804 se desvió de su rumbo poco después de entrar en el FIR de Egipto. A una altitud de 37 000 pies (11 277,6 m), el avión realizó un viraje de 90 grados a la izquierda, seguido de otro de 360 grados a la derecha mientras descendía desde 37 000 hasta 15 000 pies. El contacto radar se perdió a una altitud de unos 10 000 pies (3048,0 m).
En agosto de 2016, el ministro de Asuntos Exteriores francés, Jean-Marc Ayrault, criticó el hecho de que no se hubieran dado más explicaciones sobre los motivos del accidente. En diciembre de 2016, funcionarios egipcios dijeron que se encontraron rastros de explosivos en los cuerpos pero en mayo de 2017, funcionarios franceses lo negaron. El 6 de julio de 2018, la BEA de Francia declaró que la hipótesis más probable era un incendio en la cabina que se propagó rápidamente. Una hipótesis es que el calentamiento de un teléfono Iphone y un ordenador Ipad en cabina provocó el siniestro.
En abril de 2019, un informe encargado como parte de la investigación indicó que la aeronave no estaba en condiciones de volar y nunca debería haber despegado: las tripulaciones no habían informado de defectos recurrentes, incluidas las alertas que informaban sobre posibles peligros de incendio. En abril de 2022 se informó que el incendio fue causado por uno de los pilotos que fumaba un cigarrillo, que se descontroló al exponerse a la fuga de oxígeno de una máscara de oxígeno de la cabina.

## Aeronave

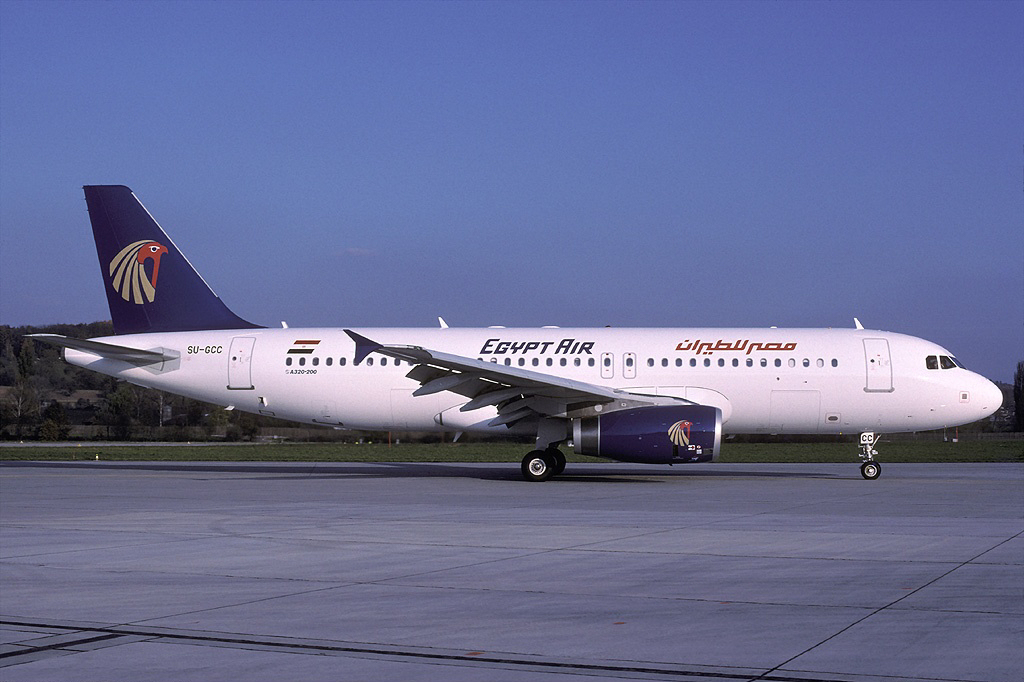
El avión accidentado, fotografiado el 7 de noviembre de 2003, cuatro días después de ser entregado a EgyptAir.

La aeronave desaparecida era un Airbus A320-232 con número de serie 2088, equipada con dos motores IAE V2527-A5, y con matrícula SU-GCC.Su primer vuelo fue el 23 de julio de 2003, con la matrícula de prueba F-WWBH, y fue entregado a EgyptAir el 3 de noviembre del mismo año, registrado como SU-GCC.

## Vuelo
El Airbus A320-200 con matrícula SU-GCC despegó del aeropuerto de París-Charles de Gaulle a las 23:09 (todas las horas están en UTC+2, zona horaria común a Francia y Egipto) del 18 de mayo de 2016 con destino al aeropuerto Internacional de El Cairo, en el que estaba previsto que aterrizase a las 03:05.
Cuando se encontraba a unos 280 km al norte de las costas de Egipto y a una altitud de 37 000 pies (11 000 m) desapareció de los radares, a las 02:30. Aunque en un primer lugar se informó de que las Fuerzas Armadas de Egipto habían recibido una señal de emergencia a las 04:26, las autoridades desmintieron posteriormente esta información.
Panos Kammenos, el ministro de Defensa griego, explicó que el avión viró 90 grados a la izquierda y después 360 grados a la derecha mientras caía de 37 000 a 15 000 pies.

## Pasajeros y tripulación
| Nacionalidad | Personas |
| ------------ | -------- |
| Egipcia      | 30       |
| Francesa     | 15       |
| Iraquí       | 2        |
| Argelina     | 1        |
| Belga        | 1        |
| Británica    | 1        |
| Canadiense   | 1        |
| Chad         | 1        |
| Kuwaití      | 1        |
| Portuguesa   | 1        |
| Saudí        | 1        |
| Sudán        | 1        |
| Tripulación  | 10       |
| Total        | 66       |

### Los pasajeros
Cincuenta y seis pasajeros de doce diferentes nacionalidades se encontraban a bordo, entre ellos un niño y dos bebés.

### Tripulación
Dentro de los diez miembros de la tripulación, tres eran guardias de seguridad de EgyptAir, cinco eran auxiliares de vuelo y dos pilotos. De acuerdo con EgyptAir, el capitán tenía 6275 horas de experiencia de vuelo, incluidas 2101 horas en el A320, mientras que el copiloto tenía 2766 horas.

## Reacciones
Decenas de familiares de pasajeros se reunieron en el aeropuerto internacional de El Cairo en busca de información sobre el paradero de sus seres queridos. La aerolínea dispuso una sala especial con traductores y apoyo psicológico.
El Ministerio de Aviación Civil de Egipto confirmó el despliegue de equipos de búsqueda y rescate para buscar el avión desaparecido. Los esfuerzos de búsqueda se están llevando a cabo en coordinación con las autoridades griegas.

## Investigación

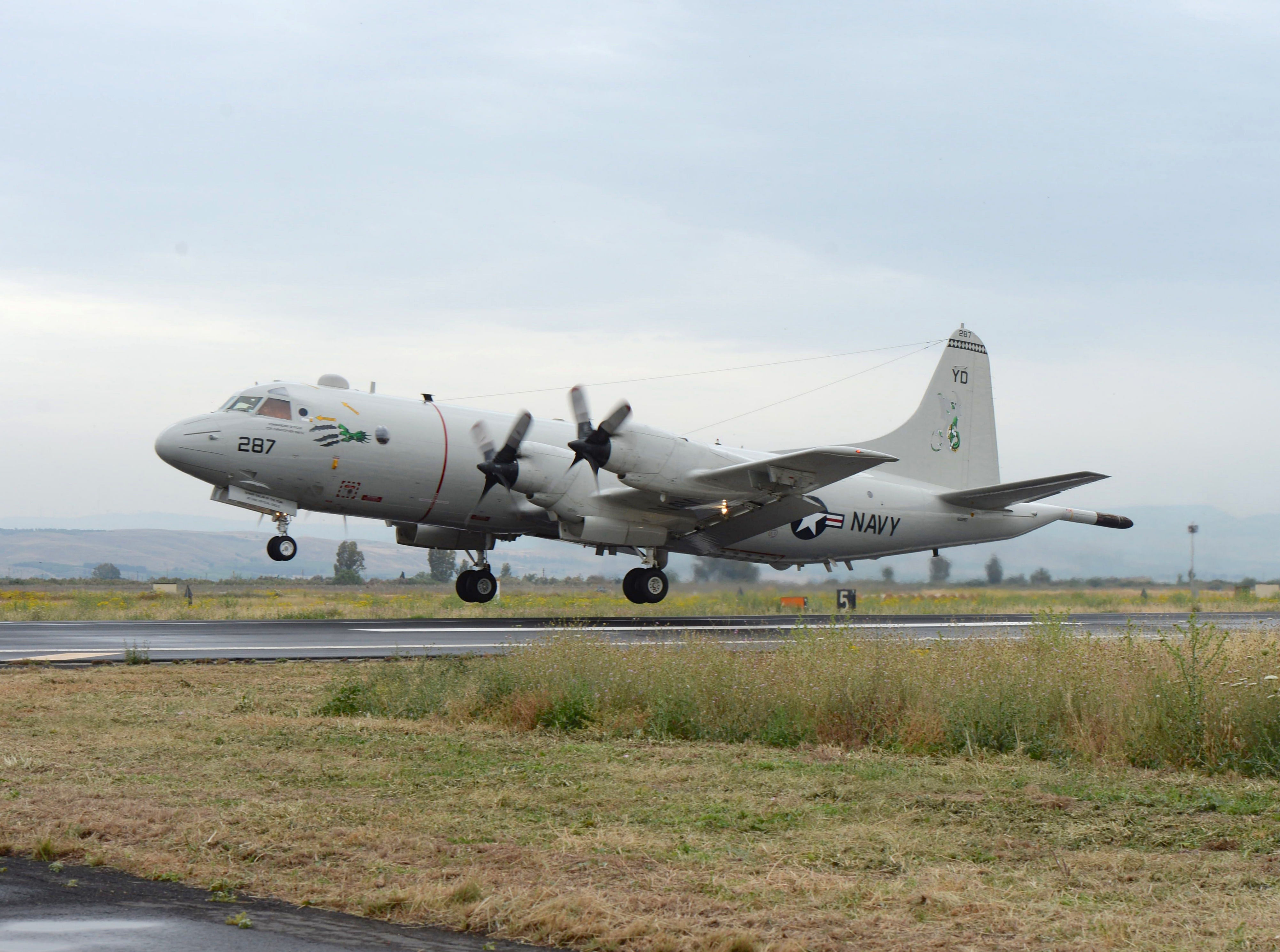
Un P-3C Orion de la Marina de los EE. UU. despega de la Base Aérea de Sigonella en Sicilia el 19 de mayo para buscar el Vuelo 804.

El 16 de junio las autoridades egipcias anunciaron que el John Lethbridge habían encontrado la grabadora de voz de cabina, algo dañada, a una profundidad de 13 000 pies (3962,4 m). La unidad de memoria fue recuperado intacta y enviada a Alejandría para su investigación.
El 22 de julio, los investigadores sugirieron en privado que la aeronave podría haberse roto en el aire.
El 15 de diciembre de 2016, investigadores egipcios anunciaron que se habían encontrado rastros de explosivos en las víctimas, aunque una fuente cercana a la investigación francesa expresó dudas sobre los últimos hallazgos de Egipto. El 13 de enero de 2017, el periódico francés Le Parisien publicó un artículo en el que afirmaba que "autoridades francesas" no especificadas creían que la aeronave podría haber sido derribada por un incendio en la cabina causado por el sobrecalentamiento de la batería del teléfono; notó paralelismos entre la posición donde el copiloto había guardado su iPad y iPhone 6S y los datos que sugerían un incendio accidental en el lado derecho de la cabina de vuelo, junto al copiloto.
El 7 de mayo de 2017, funcionarios franceses declararon que no se habían encontrado rastros de explosivos en los cuerpos de las víctimas.
El 6 de julio de 2018, la BEA de Francia declaró que la hipótesis más probable era un incendio en la cabina que se propagó rápidamente.
En abril de 2019, un informe encargado como parte de la investigación francesa y visto por Le Parisien declaró que la aeronave no estaba en condiciones de volar. En al menos cuatro vuelos anteriores, las tripulaciones no notificaron defectos recurrentes y la aeronave no se verificó de acuerdo con el procedimiento. El sistema ECAM había realizado una veintena de alertas (visuales y audibles) el día antes del vuelo, incluidas alertas que informaban de un problema eléctrico que podría provocar un incendio. En cambio, los pilotos restablecieron los disyuntores y borraron los mensajes. Se habían notado más alertas desde el 1 de mayo de 2016, pero la aerolínea las ignoró.
Las instalaciones de BEA tuvieron que ser registradas bajo orden judicial como parte de la investigación para obtener estos datos. La BEA afirmó que, según el derecho de la aviación internacional, no eran responsables de proporcionar información a los investigadores judiciales franceses. Si bien al principio negaron tener datos del registrador de datos, más tarde explicaron que las copias de seguridad automáticas habían retenido los datos después de que se eliminaron los archivos originales.
Las tripulaciones de los vuelos previos al accidente dijeron a los investigadores que no habían encontrado ningún problema durante sus respectivos vuelos. El director ejecutivo de EgyptAir, Ahmed Adel, también rechazó el informe francés y lo calificó de "engañoso".
Documentos confidenciales publicados en diciembre de 2019 por The Wall Street Journal afirman que una fuga de oxígeno puede ser responsable del incendio, así como que un sonido similar a la fuga de alta presión se escuchó en el CVR antes de que el capitán declarara un incendio, mientras los pasajeros se movían a la parte trasera del avión.
En abril de 2022 concluyó la investigación y se determinó que el fuego fue originado por un cigarrillo del piloto. Concretamente la causa del siniestro fue una combustión por una fuga en una mascarilla de oxígeno de emergencia en la cabina, que habría deflagrado por una "chispa o una llama" al encender un cigarrillo.

## Filmografía
Este accidente fue presentado en la temporada 23 del programa de televisión canadiense Mayday: Catástrofes Aéreas del canal National Geographic Channel, en el episodio Misterio en el Mediterráneo.